# Биллингем, Роберт
Роберт Иэн Колин Биллингем (англ. Robert Iain Colin Billingham, 10 декабря 1957, Лондон, Великобритания — 30 марта 2014) — американский яхтсмен, серебряный призёр летних Олимпийских игр в Сеуле (1988).

## Карьера
На летних Олимпийских играх в Сеуле (1988) стал серебряным призёром в классе Солинг. Также побеждал на Кубке Америке (1992) и являлся пятикратным чемпионом мира в классах Солинг, Этчеллс, J-24 и Макси.
В течение двадцати лет являлся одним из менеджеров олимпийской сборной США, также занимал пост главного операционного директора известного американского шкипера Пола Кайара. Работал на нескольких соревнованиях в рамках Кубка Америки (2012 и 2013). Помимо парусного спорта сделал успешную карьеру в сфере девеломпента: управления проектами и контроль над проектированием и строительством крупных проектов в сфере жилой и офисной недвижимости.
Являлся членом Исполнительного комитета Олимпийского парусного комитета США, генеральным директором Фонда AmericaOne, членом нескольких комитетов по парусному спорту США, включая должность председателя Совета яхтсменов.